# Lithocarpus glaber
Lithocarpus glaber är en bokväxtart som först beskrevs av Carl Peter Thunberg, och fick sitt nu gällande namn av Takenoshin Nakai. Lithocarpus glaber ingår i släktet Lithocarpus och familjen bokväxter. Inga underarter finns listade.

## Bildgalleri

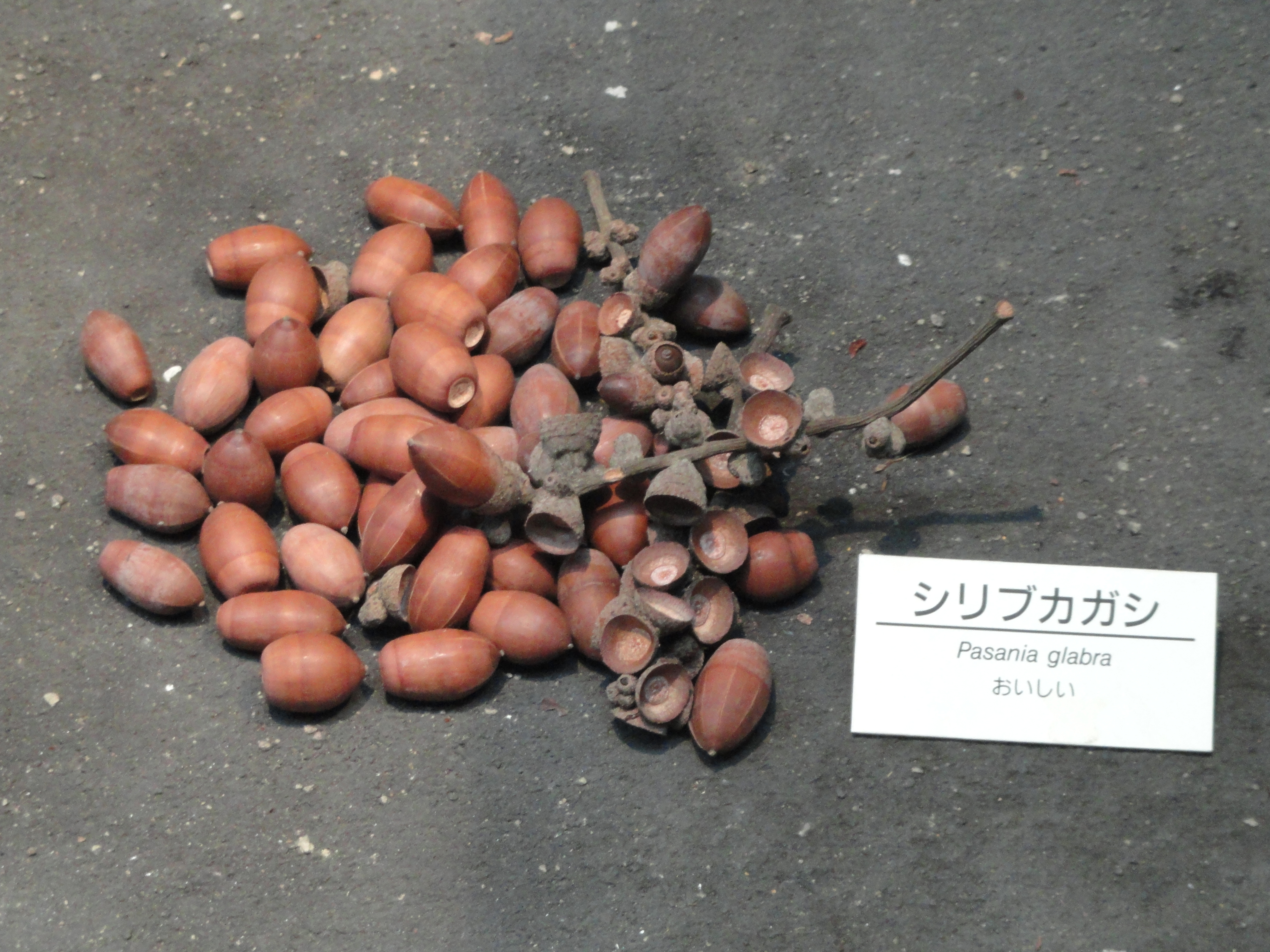